# سیارک ۴۳۶۴
سیارک ۴۳۶۴ (به انگلیسی: 4364 Shkodrov، نامگذاری:1978VV5) چهار هزار و سیصد و شصت و چهارمین سیارک کشف شده‌است که در ۷ نوامبر ۱۹۷۸ کشف شد.
قدر مطلق سیارک برابر ۱۴٫۱۰ است.